# 甘斯基陨石坑
甘斯基陨石坑（Ganskiy）是位于月球背面赤道以南的一座大撞击坑，约形成于39.2-38.5亿年前的酒海纪，其名称取自俄罗斯天文学家、大地测量学家暨地球物理学家阿列克谢·帕夫洛维奇·甘斯基(Aleksey Pavlovich Ganskiy，1870年-1908年)，1970年被国际天文学联合会批准接受。

## 描述

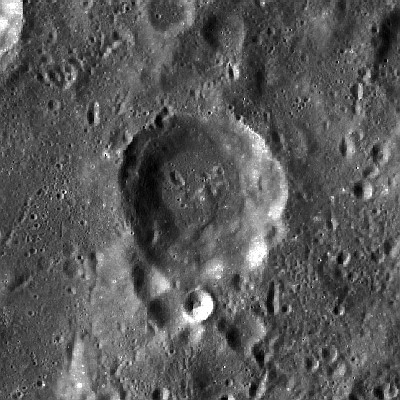
月球勘测轨道飞行器拍摄的甘斯基陨石坑

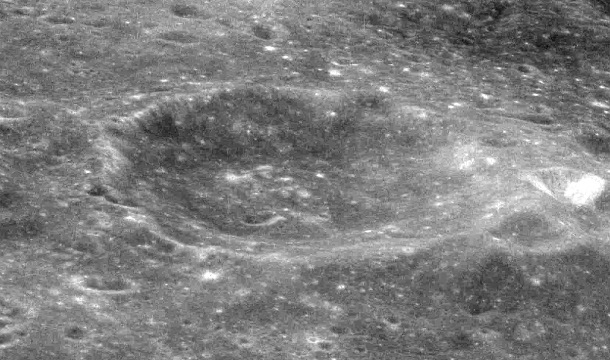
阿波罗8号拍摄的东向侧视图

该陨坑西侧靠近略大的布隆内尔环形山、西北毗邻更巨大的平山环形山，路德维希陨石坑位于它的北面、东南偏东坐落了小陨坑德布斯及大陨坑巴斯德环形山、而西南侧则横亘了里茨环形山。该陨坑中心月面坐标为9°38′S 97°00′E / 9.64°S 97°E，直径36.21公里，深度约2.23公里。
甘斯基陨石坑外观接近圆形，略呈六边形状。坑壁已有些磨损，尤其是西南偏南侧，沿边缘傍靠了三座小撞击坑。该陨坑坑壁平均高出周边地形1050米，内部容积约有1346公里3。坑底表面相对平坦，中心点以南地表略微隆起，分布有数座小山丘，靠近西北侧内壁覆盖了一座长条状的小陨坑。
在一些资料或出版物中，甘斯基陨石坑有时也被拼写成"Ganskij"、"Hansky"或"Hanskiy"。

## 卫星陨石坑
按惯例，最靠近甘斯基陨石坑的卫星坑将在月图上以字母标注在它的中心点旁边。
| 甘斯基 | 纬度    | 经度    | 直径    |
| ------ | ------- | ------- | ------- |
| F      | 9.6° S  | 99.0° E | 9 公里  |
| H      | 10.7° S | 99.7° E | 21 公里 |
| K      | 12.5° S | 98.4° E | 13 公里 |
| M      | 12.0° S | 97.1° E | 14 公里 |
| S      | 10.2° S | 94.7° E | 22 公里 |

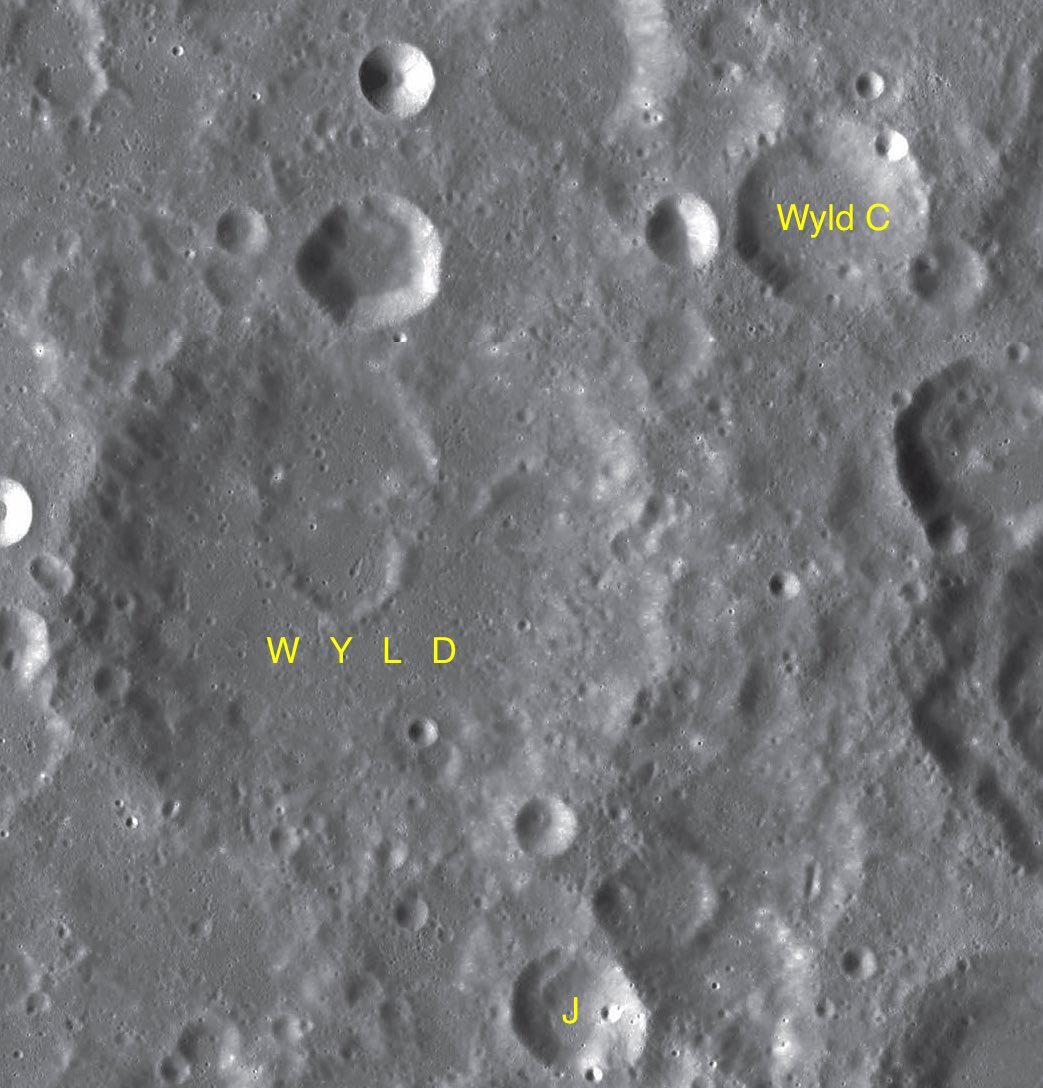
LAC-64和LAC-82拼接图

- 卫星坑"甘斯基 H"在2000年被国际天文学联合会更名为德布斯陨石坑。

## 另请参阅
- Andersson, L. E.; Whitaker, E. A. . NASA RP-1097. 1982.
- Blue, Jennifer. . USGS. July 25, 2007  [2007-08-05]. （原始内容存档于2012-04-08）.
- Bussey, B.; Spudis, P. . New York: Cambridge University Press. 2004. ISBN 978-0-521-81528-4.
- Cocks, Elijah E.; Cocks, Josiah C. . Tudor Publishers. 1995. ISBN 978-0-936389-27-1.
- McDowell, Jonathan. . Jonathan's Space Report. July 15, 2007  [2007-10-24]. （原始内容存档于2012-05-26）.
- Menzel, D. H.; Minnaert, M.; Levin, B.; Dollfus, A.; Bell, B. . Space Science Reviews. 1971, 12 (2): 136–186. Bibcode:1971SSRv...12..136M. doi:10.1007/BF00171763.
- Moore, Patrick. . Sterling Publishing Co. 2001. ISBN 978-0-304-35469-6.
- Price, Fred W. . Cambridge University Press. 1988. ISBN 978-0-521-33500-3.
- Rükl, Antonín. . Kalmbach Books. 1990. ISBN 978-0-913135-17-4.
- Webb, Rev. T. W.  6th revised. Dover. 1962. ISBN 978-0-486-20917-3.
- Whitaker, Ewen A. . Cambridge University Press. 1999. ISBN 978-0-521-62248-6.
- Wlasuk, Peter T. . Springer. 2000. ISBN 978-1-85233-193-1.